# Antonio Negri
Antonio Negri, também conhecido como Toni Negri (Pádua, 1 de agosto de 1933 - 16 de dezembro de 2023), foi um filósofo político marxista, acadêmico e militante político italiano.
Tradutor dos escritos de Filosofia do Direito de Hegel, especialista em Descartes, Kant, Espinosa, Leopardi, Marx e Dilthey, Negri foi também um dos expoentes do marxismo operaísta,
entre os anos 1960 e 1970. A partir dos anos 1980, dedicou-se ao estudo do pensamento político de Baruch Spinoza, contribuindo, juntamente com Louis Althusser e Gilles Deleuze, para a redescoberta teórica do filósofo neerlandês. Em colaboração com Michael Hardt, escreveu algumas obras muito influentes na teoria política contemporânea. Ganhou notoriedade internacional nos primeiros anos do século XXI, após o lançamento do livro Império — que se tornou um manifesto do movimento anti-globalização — e de sua sequência, Multidão, ambos escritos em co-autoria com seu ex-aluno Michael Hardt.
Paralelamente ao seu trabalho teórico, desenvolveu intensa atividade de militância política, tendo sido um dos fundadores das organizações da esquerda extraparlamentar Potere Operaio e Autonomia Operaia.
Em 1979, já professor universitário de filosofia, Toni Negri foi investigado, preso e julgado por "cumplicidade política e moral" com o grupo terrorista Brigadas Vermelhas, em um polêmico e controverso inquérito judicial chamado pela imprensa de "julgamento de 7 de abril". Tachado de cattivo maestro por seus detratores, Negri foi condenado a 12 anos de prisão, aos quais foram acrescentados outros tantos, nos anos 1990, pelos crimes de "associação subversiva" e "cumplicidade moral em roubo". Cumpriu um total de dez anos, os últimos dos quais em regime de semiliberdade.

## Trajetória intelectual e política
Graduou-se em Filosofia na Universidade de Pádua, onde foi aluno brilhante e, inserindo-se no ambiente goliardesco, dirigiu o jornal dos estudantes da universidade, il Bo.
Em 1955 apresentou sua tese de graduação "Lo storicismo tedesco da Dilthey a Weber" ("O historicismo alemão de Dilthey a Weber").
Em 1956, foi-lhe concedida uma bolsa de estudos do Istituto Italiano per gli Studi Storici (Instituto Italiano de Estudos Históricos). Posteriormente, foi nomeado assistente do diretor da faculdade e, em 1967, obteve a cátedra de Teoria do Estado, sempre na Universidade de Pádua, onde também dirigiu o Instituto de Ciências Políticas.
Iniciou sua militância política nos anos 1950 como ativista da Gioventú Italiana di Azione Cattolica (GIAC) ("Juventude Italiana de Ação Católica"), organização ligada à Ação Católica. Foi membro da Internacional Socialista, de 1956 a 1963.
No início dos anos 1960, Negri compôs o comitê editorial dos Quaderni Rossi ("Cadernos Vermelhos"), jornal que representava o renascimento intelectual do marxismo na Itália, fora da esfera de controle do Partido Comunista Italiano.
Foi também um dos fundadores do Potere Operaio ("Poder Operário"), em 1969, e do movimento denominado operaísmo. O Potere Operaio se desfez em 1973, dando lugar à Autonomia Operaia, também liderado por Negri.
Escreveu vários trabalhos com muitos outros "autonomistas" famosos, tais como
Raniero Panzieri, Mario Tronti, Sergio Bologna e Franco Berardi, ligados a movimentos dos trabalhadores italianos, estudantes e feministas dos anos 1960 e 1970.
Durante seu exílio na França, foi professor das Universidades de Paris VII (Denis Diderot) e VIII (Vincennes–Saint-Denis). Também lecionou na École normale supérieure, na Universidade Européia de Filosofia e no Collège international de philosophie, onde também eram docentes Jacques Derrida, Michel Foucault e Gilles Deleuze.

## Prisão e exílio
Em 7 de abril de 1979 foi preso sob várias acusações, dentre as quais a de ser o ideólogo das Brigadas Vermelhas (Brigate Rosse) e mandante moral do homicídio de Aldo Moro, líder da Democracia Cristã italiana, ocorrido em 1978. Negri foi preso juntamente com outros membros da Autonomia Operaia (O. Scalzone, E. Vesce, A. Del Re, L. Ferrari Bravo, F. Piperno e outros) e cumpriu quatro anos e meio em prisão preventiva.
Durante o período que passou na prisão, conseguiu provar sua inocência com relação a quase todas as acusações, inclusive as de envolvimento em 17 homicídios e associação com as Brigadas Vermelhas, grupo responsabilizado pelo sequestro e morte de Aldo Moro. Mesmo assim, foi condenado a trinta anos de prisão em um controverso processo de "associação subversiva", "conspiração contra o Estado" e "insurreição armada", pena que foi reduzida para 17 anos.
A Anistia Internacional denunciou os processos políticos italianos e a repressão à contestação e chamou a atenção para algumas “irregularidades legais sérias” no manejo do caso Negri. O filósofo francês Michel Foucault posteriormente comentou “Ele não está na cadeia simplesmente por ser um intelectual?”. Além de Foucault, outros intelectuais franceses como Gilles Deleuze, Félix Guattari e Jean-Pierre Faye manifestaram apoio a Negri e seus companheiros.
Enquanto estava na prisão em junho de 1983, Antonio Negri foi eleito deputado pelo Partido Radical Italiano, o que lhe permitiu deixar provisoriamente a detenção, graças à imunidade parlamentar. Quando o parlamento, por pequena maioria de quatro votos (todos do Partido Radical) decidiu suspender essa imunidade, Negri fugiu para a França.

### Retorno à Itália
Depois de passar vários anos na França, sem documentos mas protegido pela doutrina Mitterrand como a maior parte dos "emigrados políticos" italianos, Antonio Negri retornou voluntariamente à Itália em julho de 1997 para cumprir sua pena e tentar encontrar uma solução política para os anos de chumbo. Afinal, depois de seis anos e meio de detenção, a metade dos quais em regime semiaberto, obteve a liberação definitiva em abril de 2003.
No exílio, ensinou na Universidade de Paris VIII e no Collège International de Philosophie, fundado por Jacques Derrida. Apesar de as condições de sua residência na França lhe proibirem de se engajar em atividades políticas, escreveu prolificamente e era ativo numa coalizão de intelectuais de esquerda. Em 1990, fundou com Jean-Marie Vincent e Denis Berger o jornal “Futur Antérieur”. O jornal cessou suas publicações em 1998, mas foi recriado como “Multitudes” em 2000, com Negri como membro da mesa editorial internacional.
Atualmente Antonio Negri vive em Veneza com sua companheira, Judith Revel, e divide seu tempo entre Roma, Veneza e Paris, onde ministra seminários no Collège International de Philosophie e na Universidade de Paris I (Panthéon-Sorbonne).
Negri dirige a revista italiana Posse. Também fez parte do comitê de redação internacional da revista francesa Multitudes, dirigida por Yann Moulier-Boutang.

## Pensamento político
Entre os temas centrais da obra de Negri estão marxismo, globalização democrática, anti-capitalismo, pós-modernismo, neoliberalismo, democracia, o comum e a multidão. Sua produção intelectual prolífica, iconoclasta e cosmopolita constitui uma análise altamente original do capitalismo tardio.
Negri é extremamente desdenhoso em relação ao pós-modernismo, cujo único valor, segundo sua avaliação, é que serviu como sintoma da transição histórica cuja dinâmica ele e Hardt procuram explicar em "Império". Negri reconhece a influência de Michel Foucault, de David Harvey (A condição pós-moderna, de 1989), de Fredric Jameson (Pós-modernismo ou a lógica cultural do capitalismo tardio de 1991), de Gilles Deleuze & Felix Guattari (Capitalismo e Esquizofrenia).
Hoje, Antonio Negri é mais conhecido como o coautor, com Michael Hardt, do livro Império (2000). A tese marcante de “Império” é que a globalização e informatização dos mercados mundiais desde o fim dos anos 1960 levaram a um declínio progressivo na soberania dos estados-nação e a emergência de uma nova forma de soberania, composta por séries de organismos nacionais e supranacionais unidos sobre uma única regra lógica de governo. Esta nova forma global de soberania é o que os autores chamam “Império”. Esta mudança representa a “subordinação real da existência social pelo capital.” Fala sobre resistência constitutiva autônoma, epitomada pelos Wobblies. O livro teve influência mundial. Ele inspirou muitas iniciativas, incluindo o No border Network, a Libre Society, o KEIN; ORG. O Neuro-networking Europe, o D-A-S-H, entre outros. Uma sequência de “Império” chamada “Multidão” foi publicada em agosto de 2004.
Uma alternativa para as caracterizações estritamente políticas do projeto de Negri vem de um crítico Neoliberal, John J. Reilly, que chama “Império” de “um plot pós-moderno para acabar com a Cidade de Deus”. De fato, o envolvimento de Negri no começo dos anos 1950 com o movimento operário católico e a Teologia da Libertação parecem ter deixado uma marca permanente em seus pensamentos. Um de seus mais novos trabalhos, o “Time for Revolution” (2003), se segura muito em temas de Santo Agostinho até Baruch Spinoza e pode ser descrito como uma tentativa de achar a Cidade de Deus sem ajuda de “ilusões transcendentais” e da “Teologia do Poder” que ele acha um disparate de pensadores como Martin Heidegger e John Maynard Keynes. Estendendo e tentando corrigir a critica da ideologia como falsa consciência feita por Karl Marx.

## Selecção de obras em italiano
- 1958: Stato e diritto nel giovane Hegel: studio sulla genesi illuministica della filosofia giuridica e politica di Hegel. Padova, Cedam.
- 1959: Saggi sullo storicismo tedesco: Dilthey e Meinecke. Milano, Feltrinelli.
- 1962: Alle origini del formalismo giuridico: studio sul problema della forma in Kant e nei giuristi kantiani tra il 1789 e il 1802. Padova, Cedam.
- 1962: Scritti di filosofia del diritto: 1802-1803 di G. W. F. Hegel. Bari, Laterza.
- 1964: Alcune riflessioni sullo “stato dei partiti”. Milano, Giuffrè (Estr. da: Rivista trimestrale di diritto pubblico)
- 1968: Marx sul ciclo e la crisi, Firenze, La Nuova Italia (Estr. da: Contropiano n. 2, maggio 1968)
- 1970: Descartes politico o della ragionevole ideologia. Milano, Feltrinelli.[rist. Roma, Manifestolibri, 2007]
- 1970: Stato e politica. Milano, Feltrinelli (Fa parte di Enciclopedia Feltrinelli Fischer)
- 1974: Crisi dello Stato-piano: comunismo e organizzazione rivoluzionaria. Milano Feltrinelli [rist. in "I libri del rogo", Roma, Derive Approdi, 2006]
- 1974: Partito operaio contro il lavoro, (contenuto in S. Bologna, P. Carpignano, A. Negri "Crisi e organizzazione operaia". Milano, Feltrinelli, pp. 99–160), [rist. in "I libri del rogo", Roma, Derive Approdi, 2006]
- 1976: Proletari e stato: per una discussione su autonomia operaia e compromesso storico. Milano, Feltrinelli, [rist. in "I libri del rogo", Roma, Derive Approdi, 2006]
- 1977: La fabbrica della strategia: 33 lezioni su Lenin, Padova, Cooperativa libraria editrice degli studenti di Padova; Collettivo editoriale librirossi, [rist. come "33 lezioni su Lenin", Roma, Manifestolibri, 2004]
- 1977: La forma Stato: per la critica dell’economia politica della Costituzione. MIlano, Feltrinelli [parzialmente rist. in "I libri del rogo", Roma, Derive Approdi, 2006]
- 1978: Manifattura, società borghese, ideologia / scritti di F. Borkenau, H. Grossmann, A. Negri (a cura di Pierangelo Schiera). Roma, Savelli
- 1978: Il dominio e il sabotaggio: sul metodo marxista della trasformazione sociale, Milano, Feltrinelli, 1978 [rist. in "I libri del rogo", Roma, Derive Approdi, 2006]
- 1979: Marx oltre Marx: quaderno di lavoro sui Grundrisse. Milano, Feltrinelli, [rist. Roma, Manifestolibri, 2003]
- 1979: Dall'operaio massa all'operaio sociale: intervista sull'operaismo (a cura di Paolo Pozzi e Roberta Tommasini). Milano, Multhipla, [rist. Verona, Ombre corte, 2007, con una prefazione dell'Autore]
- 1980: Il comunismo e la guerra. Milano, Feltrinelli
- 1980: Politica di classe: il motore e la forma: le cinque campagne oggi". Milano.
- 1981: L’anomalia selvaggia: saggio su potere e potenza in Baruch Spinoza, Milano, Feltrinelli, 1981 [rist. in "Spinoza", Roma, Derive Approdi, 1998]
- 1982: Macchina tempo: rompicapi, liberazione, costituzione. Milano, Feltrinelli
- 1983: Pipe-line: lettere da Rebibbia, Torino, Einaudi, ISBN 88-06-05576-3
- 1985: Diario di un’evasione. Milano, M.B.P.
- 1987: Lenta ginestra: saggio sull’ontologia di Giacomo Leopardi, SugarCo [rist. Milano, Mimesis Eterotopia, 2001]
- 1988: Fine secolo: un manifesto per l’operaio sociale. Milano, SugarCo [rist. come Fine secolo: un’interpretazione del Novecento, Roma, Manifestolibri, 2005 ISBN 88-7285-458-X]
- 1989: Arte e multitudo. Sette lettere del dicembre 1988. Politi, ISBN 8878160253
- 1990: Il lavoro di Giobbe: il famoso testo biblico come parabola del lavoro umano, Milano, Sugarco, ISBN 88-7198-013-1
- 1992: Il potere costituente: saggio sulle alternative del moderno, Carnago, SugarCo, ISBN 88-7198-179-0 rist. Roma, Manifestolibri, 2002
- 1992: Spinoza sovversivo: variazioni (in)attuali. Introduzione di Emilia Giancotti, Roma, A. Pellicani [rist. in "Spinoza", Roma, Derive Approdi, 1998]
- 1995: Il lavoro di Dioniso: per la critica dello Stato postmoderno. (con Michael Hardt) Roma, Manifestolibri, ISBN 88-7285-077-0
- 1996: L'inverno è finito : scritti sulla trasformazione negata, 1989-1995 (a cura di Giuseppe Caccia), Roma, Castelvecchi, ISBN 8886232632
- 1997: "I libri del rogo", Roma, Castelvecchi, 1997 (Contiene: Crisi dello Stato-piano; Partito operaio contro il lavoro; Proletari e stato; Per la critica della costituzione materiale; Il dominio e il sabotaggio) ISBN 88-8210-024-3, [rist. 2006, Roma, Derive Approdi]
- 1997: La costituzione del tempo: prolegomeni. Orologi del capitale e liberazione comunista. Roma, Manifestolibri, ISBN 887285136X
- 1998: "Spinoza. Introduzioni di Gilles Deleuze, Pierre Macherey, Alexandre Matheron", (Contiene: L’anomalia selvaggia, Spinoza sovversivo, Democrazia ed eternità in Spinoza), Roma, DeriveApprodi, ISBN 88-87423-09-1
- 2001: Kairòs, alma venus, multitudo. Nove lezioni impartite a me stesso. Roma, Manifestolibri, ISBN 8872854504
- 2001: Desiderio del mostro : dal circo al laboratorio alla politica (a cura di Ubaldo Fadini, Antonio Negri, Charles T. Wolfe), Roma, Manifestolibri, ISBN 8872851513
- 2002: Impero: il nuovo ordine della globalizzazione, (con Michael Hardt) Milano, Rizzoli, ISBN 88-17-86952-X
- 2002: Europa politica, Ragioni di una necessità (con Friese Heidrun, Peter Wagner), Roma, Manifestolibri
- 2003: L’Europa e l’impero: riflessioni su un processo costituente. Roma, Manifestolibri,  ISBN 88-7285-352-4
- 2003: xCinque lezioni di metodo su moltitudine e impero, Soveria Mannelli, Rubbettino, ISBN 88-498-0563-2
- 2003: Luciano Ferrari Bravo ritratto di un cattivo maestro : con alcuni cenni sulla sua epoca, Roma, Manifestolibri, ISBN 88-7285-290-0
- 2003: Il ritorno: quasi un’autobiografia (conversazione con Anne Dufourmantelle), Milano, Rizzoli, ISBN 88-17-87242-3
- 2003: Guide: cinque lezioni su impero e dintorni; con contributi di Michael Hardt e Danilo Zolo, Milano, R. Cortina, ISBN 88-7078-823-7
- 2003: L’Europa e l’Impero. Riflessioni su un processo costituente. Roma, Manifestolibri
- 2004: Moltitudine: guerra e democrazia nel nuovo ordine imperiale (con Michael Hardt), Milano, Rizzoli, (Trad. e cura di Alessandro Pandolfi), ISBN 8817002003
- 2005: La differenza italiana, Roma, Nottetempo, ISBN 88-7452-049-2
- 2006: Movimenti nell’impero : passaggi e paesaggi. Milano, R. Cortina, ISBN 88-7078-995-0
- 2006: Global. Biopotere e lotte in America Latina (con Giuseppe Cocco), Roma, Manifestolibri
- 2006: Goodbye Mr Socialism (a cura di Raf Valvola Scelsi), Milano, Feltrinelli, ISBN 8807710250
- 2007: Settanta (con Raffaella Battaglini), Roma, Derive Approdi
- 2007: Le verità nomadi (con Felix Guattari), Milano, Selene [edizione originale "Les nouveaux espaces de liberté", Dominique Bedou, Parigi, 1985; traduzione inglese ampliata: "Communists Like Us: New Spaces of Liberty", New Lines of Alliance Semiotext(e), New York, 1990)]
- 2008: Note su porto Marghera, Ascoli Piceno, questipiccoli
- 2009: Commonwealth, (con Michael Hardt), Harvard University Press
- 2010: Comune: oltre il privato ed il pubblico, (con Michael Hardt), Rizzoli
- Inventare il comune, Roma, DeriveApprodi, 2012. ISBN 978-88-6548-032-8.
- Il comune in rivolta. Sul potere costituente delle lotte, Verona, Ombre Corte, 2012. ISBN 978-88-97522-18-8.
- Questo non è un Manifesto, con Michael Hardt, Milano, Feltrinelli, 2012. ISBN 978-88-07-17246-5.
- Spinoza e noi, Milano-Udine, Mimesis, 2012. ISBN 978-88-575-1200-6.
- Fabbriche del soggetto. Archivio 1981-1987, e una conversazione con Mimmo Sersante, Verona, Ombre corte, 2013. ISBN 978-88-97522-56-0.
- Storia di un comunista, a cura di Girolamo De Michele, Milano, Ponte alle Grazie, 2015. ISBN 978-88-6833-220-4.
- Galera ed esilio. Storia di un comunista, a cura di Girolamo De Michele, Milano, Ponte alle Grazie, 2017. ISBN 978-88-6833-800-8.
- Assemblea, con Michael Hardt, Milano, Ponte alle Grazie, 2018. ISBN 978-88-333-1064-0.

### Artigos de Antonio Negri
- «Multitudes periódico trimestral» (em francês)
- «Arquivos do periódico Futur Antérieur» (em francês)
- «Links para artigos de Toni Negri, vídeos, resenhas de seus livros e comentários  de outros autores sobre seus trabalhos» (em inglês). ,  na Generation Online .
- Hardt & Negri (2002), "Marx's Mole is Dead" na Eurozine
- Between "Historic Compromise" and Terrorism: Reviewing the experience of Italy in the 1970sLe Monde Diplomatique, 1998.
- «Artigos de Negri e sobre Negri» (em inglês)
- «"Towards an Ontological Definition of Multitude"». Artigo publicado na revista francesa Multitudes (em francês).
- Para uma definição ontológica da Multidão, Antonio Negri
- Sobre Mil Platôs, texto de AntonioNegri